# Mayfield (Kentucky)
Mayfield – miasto w Stanach Zjednoczonych, w stanie Kentucky, siedziba administracyjna hrabstwa Graves.

## Tornado w 2021
10 grudnia 2021 r. miasto zostało częściowo zniszczone przez tornado. Co najmniej osiem osób zginęło w zawalonej fabryce świec. 